# 39e cérémonie des National Society of Film Critics Awards
La 39e cérémonie des National Society of Film Critics Awards (NSFC Awards), décernés par la National Society of Film Critics, a eu lieu le 9 janvier 2005, et a récompensé les films réalisés l'année précédente.

## Palmarès

### Meilleur film
1. Million Dollar Baby
2. Sideways
3. Before Sunset

### Meilleur réalisateur
1. Zhang Yimou pour Le Secret des poignards volants (十面埋伏) et Hero (英雄)
2. Alexander Payne pour Sideways
3. Clint Eastwood pour- Million Dollar Baby

### Meilleur acteur
1. Jamie Foxx pour le rôle de Ray Charles dans Ray et de Max dans Collatéral (Collateral)
2. Paul Giamatti pour le rôle de Miles dans Sideways
3. Clint Eastwood pour le rôle de Frankie Dunn dans Million Dollar Baby

### Meilleure actrice
1. Imelda Staunton pour le rôle de Vera Drake dans Vera Drake
2. Hilary Swank pour le rôle de Maggie Fitzgerald dans Million Dollar Baby
3. Julie Delpy pour le rôle de Celine dans Before Sunset

### Meilleur acteur dans un second rôle
1. Thomas Haden Church pour le rôle de Jack Cole dans Sideways
2. Morgan Freeman pour le rôle de  Eddie "Scrap-Iron" Dupris dans Million Dollar Baby
3. Peter Sarsgaard pour le rôle de Clyde Martin dans Dr Kinsey (Kinsey)

### Meilleure actrice dans un second rôle
1. Virginia Madsen pour le rôle de Maya Randall dans Sideways
2. Cate Blanchett pour le rôle de Katharine Hepburn dans Aviator (The Aviator) et de Kate et Shelly dans Coffee and Cigarettes
3. Laura Linney pour le rôle de Clara McMillen dans Dr Kinsey (Kinsey)

### Meilleur scénario
1. Sideways – Alexander Payne et Jim Taylor
2. Eternal Sunshine of the Spotless Mind – Charlie Kaufman
3. Before Sunset – Richard Linklater, Julie Delpy et Ethan Hawke

### Meilleure photographie
1. Le Secret des poignards volants (十面埋伏) - Zhao Xiaoding
2. Hero (英雄) - Christopher Doyle
3. Collatéral (Collateral) - Dion Beebe et Paul Cameron

### Meilleur film en langue étrangère
1. Moolaadé •  Sénégal
2. Le Secret des poignards volants (十面埋伏) •  Chine /  Hong Kong
3. Notre musique •  France

### Meilleur film documentaire
1. Tarnation
2. Story of the Weeping Camel
3. Bright Leaves

### Film Heritage
1. Le Guépard (Il Gattopardo), pour avoir rassemblé une collection pour le home vidéo du chef d’œuvre de Visconti.
2. John Cassavetes – Five Films (Criterion), pour avoir rassemblé une collection de l'un des cinéastes américains indépendant le plus important.
3. Fritz Lang Epic Collection (Kino) et M (Criterion) – pour le travail révélateur et continu des German Film Archives et avoir rendu disponible les excellentes éditions DVD par Kino et Criterion.
4. More Treasures from American Film Archives (National Film Preservation Foundation), pour centrer l'attention sur le travail des archives cinématographiques nationales et régionales.

### Special Citation
1. Richard Schickel et Brian Jamieson pour la reconstruction de The Big Red One.
2. Turner Classic Movies pour l'intelligence de sa programmation et son implication dans l’histoire du cinéma.